# Edward Leigh

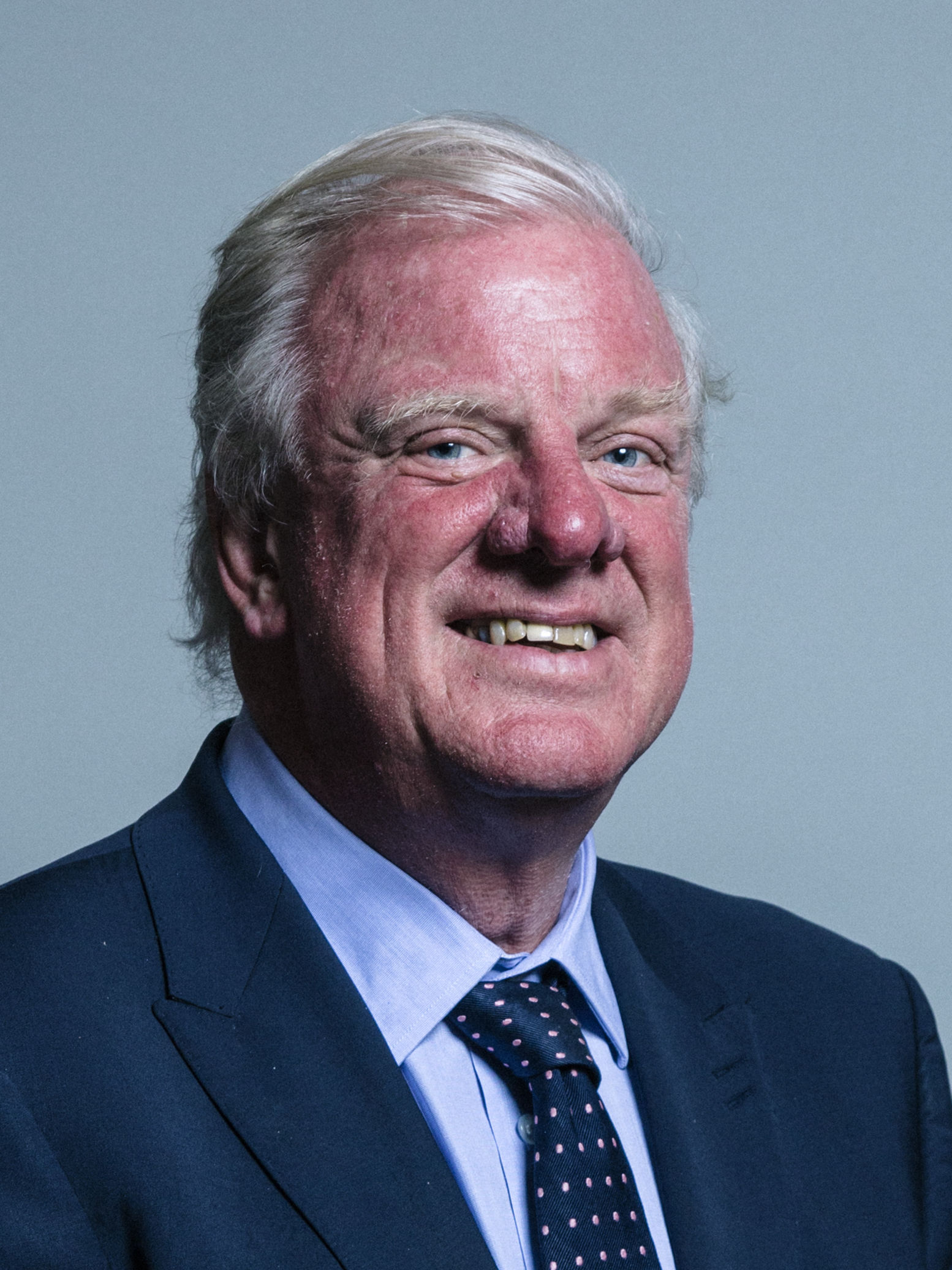
Sir Edward Leigh (2017)

Sir Edward Julian Egerton Leigh (* 20. Juli 1950 in Kensington) ist ein britischer Politiker der Conservative Party. Er ist seit 1983 Mitglied des Unterhauses für den Wahlkreis Gainsborough.
Leigh besuchte das Lycée français in London und die Universität Durham. Im Juni 1983 wurde er erstmals ins Unterhaus des britischen Parlaments gewählt. Von 2001 bis 2010 bekleidete er das Amt des Vorsitzenden des Rechnungsprüfungsausschusses. 2013 wurde er zum Knight Bachelor geschlagen und seit 2019 ist er Mitglied des Privy Council. Seit 2024 ist Leigh der Father of the House.
Leigh ist verheiratet mit Mary geb. Goodman, einer Großnichte von Georg, Herzog zu Mecklenburg. 
Sir Edward und Lady Leigh haben drei Söhne und drei Töchter.